# Charles Marie de Beaumont d'Autichamp
Charles Marie de Beaumont d'Autichamp   (Angers, 8 d'agost de 1770 - Lhoumois, 6 d'octubre de 1859) i va morir al Château de la Roche Faton a Lhoumois, el 6 d'octubre de 1859.

## Sota la Revolució
Nebot de Jean-Thérèse-Louis de Beaumont, marquès d'Autichamp. Capità al regiment de dragons Condé el 1789, el comte d'Autichamp vva emigrar i després va tornar a França i va ser admès a la guàrdia constitucional del rei. Tot i que aquest va ser destituït el 5 de juny de 1792, va continuar el seu servei i va escapar estretament de la massacre el 10 d'agost de 1792.
Refugiat a Anjou amb el seu cosí i cunyat, Charles de Bonchamps, es va convertir en un dels líders de la Revolta de La Vendée, va participar en la batalla de Nantes el juny de 1793, va guanyar la batalla de Chantonnay el 5 de setembre, repel·leix Louis Marie Turreau a Ponts-de-Cé el 12 de setembre. Després de les derrotes de Cholet i Beaupréau, es va apoderar del pas del Loira a Varades i va permetre als vendeans creuar la Loira i prendre Ancenis. Després de la mort del marquès de Bonchamps, va ordenar una de les columnes que va intentar en va, prendre Granville el 14 d'octubre. Capturat a la batalla de Le Mans, va aconseguir escapar gràcies a l'ajuda d'hussars de la divisió republicana de Tilly que li van donar un uniforme d'hussar. Alliberat després de la pacificació de Saint-Florent, va reprendre les armes amb Stofflet. A la mort d'aquest últim, afusellat, es va convertir en el cap (comandament compartit amb el general Henri Forestier) de les restes de l'exèrcit realista d'Anjou i del Haut Poitou i, conscient de la feblesa i la desorganització de les seves tropes, va negociar amb Lazare Hoche el maig de 1796, contra els consells d'una part del seu exèrcit. Quan va tornar la pau, va viure un temps a París i després es va haver d'amagar, perquè va caure sota la llei dels ostatges. Tot i ser favorable a la pau durant les discussions de La Jonchère, va reprendre la guerra el 1799 després d'haver-la oposat tot i això (fins i tot hom va sospitar que els seus partidaris d'haver assassinat un oficial vendè a favor de la guerra), van fracassar davant Cholet i van ser apallissats a Aubiers.

## Sota el Primer Imperi
El comte d'Autichamp es presenta el 18 de gener de 1800, cosa que el convertirà en un traïdor als ulls de certs reialistes i portà la seva desgracia als emigrants, i viu en jubilació fins a la caiguda de l'Imperi, sense fer-se assenyalar.
Durant el Govern dels cent dies, els Vendeans es van alçar durant el Terror Blanc. Aleshores, el comte d'Autichamp va aixecar un petit exèrcit de vendeans i va nomenar Prégent Brillet de Villemorge cap d'estat major. Ell pren Cholet sense lluitar, però és derrotat a Rocheservière, els dies 19 i 20 de juny de 1815. Va ser acusat novament de no haver donat suport a La Rochejaquelein que va morir a l'acció i acusat de nou de traïció.

## Sota la Restauració
Fer de par de França i inspector general de la infanteria per Lluís XVIII, es va retirar amb l'adveniment de Lluís Felip I i afavoreix l'aventura de la duquessa de Berry, el 1832, que l'obliga a exiliar-se durant set anys.
D'una elegància rara, molt valenta però equilibrada, el comte d'Autichamp és un dels rars supervivents de la revolta de la Vendée.
La seva esposa Marie Élisabeth Charlotte Henriette Julie de Vassé, li va donar un fill nascut el 1797, Marie Pierre Charles, vescomte d'Autichamp.